# Вирусологија
Вирусологија је наука која се бави проучавањем вируса — субмикроскопских, паразитских делова генетичког материјала садржаних у протеинском капсиду — и вирусоликих агенса. Фокусирана је на следеће аспекте вируса: њихову структуру, класификацију и еволуцију; њихове начине експлоатисања и инфицирања домаћинске ћелије ради репродукције; њихово узајамно деловање са физиологијом и имунитетом организма домаћина; болести које изазивају; начине за њихову изолацију и култивисање и њихову примену и истраживању и терапији. Вирусологија је сматрана подграном микробиологије, али и  медицине уопште.

## Структура вируса и класификација
Главна грана вирусологије је класификација вируса. Вируси могу бити класификовани према врсти ћелије домаћина коју инфицирају: животињски вируси, биљни вируси, вируси гљива, бактериофази (вируси који инфицирају бактерије, који укључују најсложеније вирусе). Друга класификација користи геометријски облик њиховог капсида (често је то хеликс или икосаедар) или вирусну структуру (нпр. присутво или одсуство липидног омотача). Вируси варирају у величини од отприлике 30 нм до око 450 нм, што значи да већина њих не може бити уочена помоћу светлосног микроскопа. Облик и структура вируса проучавана је електронским микроскопом, НМР спектроскопијом, кристалографијом са икс зрацима.
Најкориснија и најчешће коришћена класификација система раздваја вирусе према типу нуклеинске киселине коју имају у генетичком материјалу и методу вирусне репликације који користе да приморају ћелије домаћина да производе више вируса:
- ДНК вируси (подељени на дупло-стандардне ДНК вирусе и једно-стандардне ДНК вирусе),
- РНК вируси (подељени на сензуално позитивне једно-стандардне РНК вирусе, негативно сензуалне једно-стандардне РНК вирусе)
- обрнуто транскриптујуће вирусе (двоструко-стандардни обрнуто транскриптујући ДНК вируси и једно-стандардни обрнуто-транскриптујући РНК вируси укључујући и ретровирусе).

Најсвежији извештај Међународног комитета за таксономију вируса (2005) набраја 5450 вируса, организованих у преко 2.000 врста, 287 рода, 73 породице и 3 реда.
Вирусолози такође проучавају субвирусне честице, инфективне субјекте знатно мање и једноставније од вируса:
- вироиде (голи кружни РНК молекули који инфицирају биљке),
- сателити (нуклеинске киселине и молекули са капсидама или без њих који захтевају помоћни вирус за инфекцију и репродукцију), и
- прионе (протеине који могу постојати у патолошким конформацијама које изазивају да други прионски молекули претпостави исту конформацију).[3]

Еволуција вируса, која се често дешава упоредо са еволуцијом њиховим домаћина, проучавана је у пољу вирусна еволуције.
Иако се вируси репродуку и развијају, они немају метаболизам, не померају се и зависе о ћелији домаћина за репродукцију. Доста расправљано питање је да ли су живи или не је питање дефиниције која не утиче на биолошку реалност вируса.

## Вирусна обољења и одбрана
Једна од главних мотивација за проучавање вируса је чињеница да они изазивају више важних инфективних обољења, између осталог обичну прехладу, инфлуенцу, беснило, мале богиње, многе видове дијареје, хепатитиса, денга грозницу, жуту грозницу, полио и Ејдс. Херпес симплекс изазива чиреве на уснама, а генитални херпес се истражује као потенцијални фактор Алцхајмерове болести.
Поједини вируси, познати као онковируси, доприносе у одређеним видовима рака. Најбоље проучаван пример повезаности између вирус хуманог папилома вируса и рака грлића материце: скоро сви случајеви рака грлића материце су изазвани одређеним сојевима полно преносивих вируса. Други пример је повезаност инфекције са хепатитисом Б и хепатитисом Ц је рак јетре.
Субвирусне честице тако изазивају болести: преносиве спонгиформне енцефалопатије, које укључују куру, Кројцфелд-Јакобову болест и говеђу спонгиформну енцефалопатију („болест лудих крава“), изазвани су прионима, хепатитис Д изазван је сателит вирусом.
Проучавање начина на који вируси изазивају болести назива се вирусна патогенеза. Степен којим вирус изазива болести је његова вируленција.
Када у имуни систем кичмењака доспе вирус, он може да произведе специфична антитела која ограничавају вирус и неутралишу његову инфективност или означе га за уништавање. Присуство антитела у серуму крви често је коришћено да се одреди да ли је особа била изложена датом вирусу у прошлости, са тестовима као што су ELISA. Вакцинација штити од вирусних болести, делом, изазивањем производње антитела. Моноклона антитела, специфична за вирус такође су коришћена за откривање, као код флуоресентне микроскопије.
Други вид заштите кичмењака од вируса, ћелијски-посредован имунитет, подразумева да ћелије имуног система, познате као Т ћелије: ћелије организма стално показују мале фрагменте њихових протеина на ћелијској површини, и ако Т ћелија препозна сумњих вирусни фрагмент ту, ћелија домаћина ће бити уништена и Т ћелије специфичне за вирусе ће пролиферирати. Овај механизам је покренут појединим врстама вакцинација.
Мешање РНК је важан ћелијски механизам који постоји код биљака, животиња и многих других еукариота, највероватније је развијен као одбрана против вируса. Сложена машинерија интерактивних ензима открива дупло-стандардне РНК молекуле (што се дешава као део животног циклуса многих вируса) и онда наставља и уништава све једно-стандардне верзије откривених РНК молекула.